# حبيبي آي لاف يو
حبيبي آي لاف يو (بالإنجليزية Habibi I Love You) أي «حبيبي أحبك») أغنية شهيرة من عام 2013 للمغني أحمد شوقي بمشاركة الرابر بيتبول الأغنية من تأليف وتلحين رشيد عزيز (Rush)، أحمد شوقي، عادل خياط، جون مامان، محمد مردي، أرماندو بيريز ونادر خياط (المعروف بـ ريدوان أو RedOne) ومن إنتاج RedOne وميكسينغ تريفور مازي.
كلمات الأغنية قسم منها بالعربية، وقسم آخر بالإنجليزية يؤديه بالتناوب أحمد شوقي وقسم الراب بيتبول. الشريط الموسيقي للأغنية صوّر في ميامي، فلوريدا.
اشتهرت الأغنية في بلدان الشرق الأوسط والعالم العربي وفي أوروبا القارية وخصوصا في فرنسا وهولندا وبلاد الانتشار. الأغنية وصلت إلى المرتبة 153 في لائحة أغاني SNEP الفرنسية
كما تم إطلاق نسخ مرافقة بعدة لغات كالآتي:
- نسخة بإضافة نصوص بالفرنسية ومشاركة المغنية الجزائرية الفرنسية كنزة فرح (Kenza Farah)
- نسخة بإضافة نصوص بالإسبانية ومشاركة المغنية صوفيا دل كارمن (Sophia del Carmen)
- نسخة بالهولندية بمشاركة المغنية الهولندية دو (Do)، علما أن النسخة الهولندية وصلت إلى المرتبة الثانية في لائحة أغاني Dutch Top 40 والمرتبة الخامسة من لائحة أغاني Single Top 100 الهولندية
- نسخة رومانية بمشاركة فرقة ماندينغا (Mandinga) الرومانية الشرقية
- نسخة بإضافة اللغة اليونانية ومشاركة فاني دراكوبولو